# Druga Slovenska Nogometna Liga 2003/04
Die Druga Slovenska Nogometna Liga 2003/04 war die 13. Spielzeit der zweithöchsten slowenischen Spielklasse im Männerfußball. Sie begann am 10. August 2003 und endete am 6. Juni 2004.

## Modus
Die 12 Mannschaften spielten jeweils dreimal gegeneinander. Planmäßig sollte der Meister in die ersten Liga aufsteigen. Der Zweite konnte über die Relegation in die höchste Klasse aufsteigen. Die letzten zwei Vereine stiegen ab.

## Vereine
Zu den neun verbliebenen Vereinen aus der Vorsaison kamen aus der ersten Liga Absteiger NK Rudar Velenje. Aus der dritten Liga kamen der NK Svoboda und NK Tabor Sežana hinzu.
| Verein                     | Stadt             |
| -------------------------- | ----------------- |
| NK Bela krajina            | Črnomelj          |
| NK Livar Ivanča Gorica     | Ivanča Gorica     |
| MNK Izola                  | Izola             |
| NK Aluminij                | Kidričevo         |
| NK Supernova Triglav Kranj | Kranj             |
| NK Posavje Krško           | Krško             |
| NK Svoboda                 | Ljubljana         |
| NK Goriška Brda            | Renče             |
| NK Tabor Sežana            | Sežana            |
| ND Dravinja                | Slovenske Konjice |
| NK Rudar Velenje           | Velenje           |
| NK Zagorje                 | Zagorje ob Savi   |

## Abschlusstabelle
| Pl. | Verein                     | Sp. | S  | U  | N  | Tore    | Diff. | Punkte |
| --- | -------------------------- | --- | -- | -- | -- | ------- | ----- | ------ |
| 1.  | NK Rudar Velenje (A) 1     | 32  | 21 | 6  | 5  | 084:370 | +47   | 69     |
| 2.  | NK Bela krajina 1          | 32  | 20 | 5  | 7  | 062:320 | +30   | 65     |
| 3.  | NK Zagorje 2               | 32  | 20 | 5  | 7  | 062:330 | +29   | 65     |
| 4.  | ND Dravinja                | 32  | 13 | 12 | 7  | 053:340 | +19   | 51     |
| 5.  | NK Aluminij                | 32  | 14 | 8  | 10 | 050:390 | +11   | 50     |
| 6.  | NK Livar Ivanča Gorica     | 32  | 11 | 14 | 7  | 043:460 | −3    | 47     |
| 7.  | NK Posavje Krško           | 32  | 8  | 11 | 13 | 041:630 | −22   | 35     |
| 8.  | NK Svoboda (N)             | 32  | 9  | 7  | 16 | 048:470 | +1    | 34     |
| 9.  | NK Supernova Triglav Kranj | 32  | 9  | 7  | 16 | 043:530 | −10   | 34     |
| 10. | MNK Izola                  | 32  | 6  | 9  | 17 | 031:580 | −27   | 27     |
| 11. | NK Brda Dobrovo            | 32  | 3  | 11 | 18 | 025:640 | −39   | 20     |
| 12. | NK Tabor Sežana 3          | 22  | 3  | 5  | 14 | 020:560 | −36   | 14     |

Platzierungskriterien: 1. Punkte – 2. Direkter Vergleich (Punkte, Tordifferenz, geschossene Tore) – 3. Tordifferenz – 4. geschossene Tore

| (A) – Absteiger aus der Slovenska Nogometna Liga 2002/03 |
| (N) – Neuaufsteiger aus der Tretja Nogometna Liga        |

## Relegation
Aufstieg
|               | Gesamt    |                 | Hinspiel | Rückspiel |
| ------------- | --------- | --------------- | -------- | --------- |
| NK Drava Ptuj | (a)1:1(a) | NK Bela krajina | 0:0      | 1:1       |